# مینو مجیدی
مینو مجیدی (۲۰ تیر ۱۳۳۹ در قصر شیرین – ۲۹ شهریور ۱۴۰۱ در کرمانشاه) بانوی کُرد یارسان ساکن شهر کرمانشاه در ایران بود که در خیزش ۱۴۰۱ ایران در روز ۲۹ شهریور در کرمانشاه با شلیک گلوله مأموران سپاهی جمهوری اسلامی ایران کشته‌شد. مراسم خاک‌سپاری او به صحنهٔ اعتراض مردم بر ضد جمهوری اسلامی تبدیل شد؛ به نحوی که در مراسم خاکسپاری وی مردم و عزاداران به اعتراض و شعار علیه حکومت جمهوری اسلامی برخاستند و شعارِ «زن، زندگی، آزادی» سر دادند. همچنین در کنار آرامگاه او، دخترش با موهای تراشیده و حجابِ برداشته، تصویری از خود منتشر کرد.

## زندگی
مینو مجیدی در روز ۲۰ تیر ۱۳۳۹ در شهرستان قصر شیرین در خانواده‌ای کُرد و پیرو دین یاری به دنیا آمد. او سپس در شهر کرمانشاه ساکن شد. مینو مجیدی، معلم بود، اما پس از به قدرت رسیدن جمهوری اسلامی ایران و در جریان انقلاب فرهنگی از تربیت معلم پاکسازی شد. او در دههٔ ۱۳۷۰ به صورت داوطلب به مربیگری تنیس روی میز برای ناشنوایان و کم‌شنوایان پرداخت. مینو مجیدی متأهل و مادر سه فرزند (۲ دختر و ۱ پسر) بود.

## کشته‌شدن
به دنبال کشته‌شدن مهسا امینی در بازداشتگاه پلیس امنیت اخلاقی تهران، موجی از اعتراض بر ضد جمهوری اسلامی آغاز شد. این موج که از شهرهای استان کردستان آغاز شد، در مدت کوتاهی به سراسر ایران رسید. در شهر کرمانشاه نیز تجمعاتی درگرفت که یکی از کانون‌های آن کوی بیست و دو بهمن و خیابان‌های اطراف آن بود. مینو مجیدی در تجمعی که در روز ۲۹ شهریور ۱۴۰۱ برای اعتراض به کشته‌شدن مهسا امینی، حجاب اجباری و حکومت جمهوری اسلامی برپا شده‌بود شرکت کرد. او پیش از حضور در اعتراضات به خانواده‌اش گفته بود: «اگر من نروم اعتراض کنم، چه کسی برود؟» او در شامگاه ۲۹ شهریور ۱۴۰۱ بین ساعت ۱۹:۴۵ تا ۲۰:۰۰ در خیابان سی‌متری دوم کرمانشاه، در نزدیکی ابتدای بلوار وحدت از ناحیهٔ سر هدف شلیک مستقیم گلولهٔ نیروهای امنیتی جمهوری اسلامی قرار گرفت و کشته‌شد. به گفتهٔ دخترش، ۱۶۷ گلولهٔ ساچمه‌ای به او شلیک شد. او در راه بیمارستان درگذشت.
روز بعد شهرام کرمی، دادستان کرمانشاه در گفت‌وگو با رسانه‌های دولتی، خبر کشته شدن ۲ نفر و مجروحیت ۲۵ نفر در تجمعات اعتراضی این شهر را تأیید کرد. وی مدعی شد که قتل این شهروندان «توسط عوامل ضدانقلاب رخ داده» و «این افراد با سلاح‌های غیرسازمانی هدف قرار گرفته‌اند.»
نیروهای امنیتی در ابتدا از تحویل دادن جسد مینو مجیدی به خانواده‌اش خودداری کردند. اما سپس جسد به خانواده تحویل داده‌شد و دو روز بعد مراسم خاکسپاری با حضور مردم برگزار شد.

## خاکسپاری
مراسم خاکسپاری مینو مجیدی در روز پنج‌شنبه ۳۱ شهریور ۱۴۰۱ ساعت ۱۰ صبح در گورستان میناآباد کرمانشاه برگزار و به یک تظاهرات ضدحکومتی تبدیل شد. حاضران در مراسم خاکسپاری مینو مجیدی، با سر دادن شعار «زن، زندگی، آزادی» به زبان کُردی، اعتراض خود را به قتل مینو مجیدی و همراهی خود را با اعتراضات نشان دادند. همچنین برخی از زنان حاضر در مراسم به نشانهٔ اعتراض روسری‌های خود را چرخاندند.

## واکنش نزدیکان
دختر ۲۲ سالهٔ مینو مجیدی به نشانهٔ اعتراض به جمهوری اسلامی و سوگواری مادرش موی سر خود را تراشید، حجاب از سر برداشت و در کنار آرامگاه وی در گورستان میناآباد کرمانشاه تصویری را در توئیتر منتشر کرد که بسیار بازنشر شد.

## مراسم چهلم
.. مادرم آرام بود و صبور، بی‌صدا، ولی مرگش عجب صدایی داشت؛ گوشِ دلِ همه را پر کرد. هر روز که می‌گذرد من آرام‌تر نمی‌شوم بلکه خشمم بیشتر می‌شود از این ظلمی که به ما شده. مادرم مادرانگی‌هایش زیاد بود، برای من، برای برادرم، برای رُز، برای لیلی، برای … ولی برایش کافی نبود، [مادرم] رفت که مادر ایران شود … راهش را خودش انتخاب کرد و در راه هدفش پرکشید. راهش سبز، نامش در تاریخ ایران‌زمین جاویدان.

بیانیهٔ دختر مینو مجیدی در مراسم چهلم مادرش
مراسم چهلم مینو مجیدی با حضور گسترده مردم بر مزار او و سردادن شعار «زن، زندگی، آزادی» برگزار شد.

## واکنش‌ها
پلاتفرم یارسان با محکوم کردن کشتن مینو مجیدی، از «شهادت» او به عنوان «برگ نوینی از شروع مبارزات جامعه یارسان بر ضد استبداد و تاریکی» یاد کرد و «حمایت قاطع خود را از قیام زنان شرق کُردستان و ایران» اعلام کرد.
همچنین سازمان دمکراتیک یارسان ضمن محکوم کردن قتل مینو مجیدی، در دومین بیان‌نامهٔ خود در خصوص اعتراضات مردمی در ایران، قتل وی را در کنار قتل مهسا امینی و دیگر جانباختگان اعتراضات، «نمونهٔ عریان جنایت هیولای جمکران» نامید که به خاطر آن «هر روز مردم این سرزمین به نوعی مورد تجاوز قرار گرفته و به قتل می‌رسند.»
علاوه بر این سیاوش حیاتی، سخنگوی مجمع مشورتی فعالان مدنی یارسان و دبیر جبههٔ متحد کُرد که در مراسم خاکسپاری مینو مجیدی سخنرانی کرده‌بود یک روز بعد از جانب نیروهای امنیتی جمهوری اسلامی ایران بازداشت شد.
پس از کشته‌شدن مینو مجیدی اعتراضات در کرمانشاه ادامه پیدا کرد و تا روز ۲ مهر دست‌کم دو نفر دیگر به نام‌های امیر فولادی و حسین محمدی در کرمانشاه کشته شده‌اند و طبق اعلام سازمان حقوق بشر ایران تا پنجم آبان ماه، آمار کشته شدگان کرمانشاه دست کم به ۱۳ نفر رسیده است.